# Kapes
Kapes va ser una reina egípcia de la XXII Dinastia. Era l'esposa del rei Takelot I, tercer sobirà de la dinastia.

## Genealogia
Sabem de l'existència de Kapes gràcies a l'estela de Pasenhor descoberta al Serapeu de Saqqara. Els seus orígens, però, no s'han determinat, tot i que és probable que pertanyés a un dels clans libis que compartien el país en aquella època. Es va casar amb Takelot I i li va donar un fill, Osorkon II.
| U20 · p · Z7 | z · B7 |

| U20 · p · Z7 | z · B7 |

Amb motiu de l'enterrament del seu fill, va deixar una inscripció dedicatòria a la tomba familiar que el seu fill havia construït dins la necròpolis reial de Tanis. Descoberta a finals de la dècada de 1930, aquesta inscripció es troba al mur de l'avantsala de la tomba, prop de l'accés a la volta en què es va col·locar o traslladar el sarcòfag de Takelot.
La inscripció és a nom d'un general d'Osorkon II, Paixereniset, que va voler deixar un testimoni de pietat cap al seu mestre, i està signada per la reina mare que especifica que va fer aquest monument per al seu fill: ir n.f K3pws que es tradueix com a "Kapus va fer (o va construir) això per a ell".
No només ens demostra que la reina mare va sobreviure al seu marit i al seu fill, sinó que especifica que va ser ella qui va encarregar la construcció de la volta o almenys que va supervisar-ne personalment els preparatius, així com la del seu. marit que està enterrat en una cambra secundària de la tomba.

## Sepultura
La ubicació de l'enterrament de Kapes segueix sent desconeguda fins als nostres dies, com gairebé tots els enterraments de les reines de la XXII dinastia5.